# Associazione Sportiva Reggina 1950-1951
Questa pagina raccoglie i dati riguardanti l'Associazione Sportiva Reggina nelle competizioni ufficiali della stagione 1950-1951.

## Stagione
La squadra, allenata inizialmente da Italo Zamberletti ed in seguito da Fulvio Bernardini, ha concluso il girone D della Serie C 1950-1951 al tredicesimo posto.

## Rosa
| N. |                   | Ruolo | Calciatore           |
| -- | ----------------- | ----- | -------------------- |
| -  | Italia (bandiera) | P     | Corrao               |
| -  | Italia (bandiera) | P     | Giuseppe Modafferi   |
| -  | Italia (bandiera) | P     | Valsecchi            |
| -  | Italia (bandiera) | P     | Carlo Bocca          |
| -  | Italia (bandiera) | D     | Alessandro Ferri     |
| -  | Italia (bandiera) | D     | Bruno Genti          |
| -  | Italia (bandiera) | D     | Sergio Andreoli      |
| -  | Italia (bandiera) | C     | Gianfranco Scheidler |
| -  | Italia (bandiera) | C     | Ernani D'Alconzo     |
| -  | Italia (bandiera) | C     | Vincenzo Coltella    |
| -  | Italia (bandiera) | A     | Roberto Beghi        |

| N. |                   | Ruolo | Calciatore           |
| -- | ----------------- | ----- | -------------------- |
| -  | Italia (bandiera) | C     | Mario Ferrari        |
| -  | Italia (bandiera) | A     | Luciano Bacci        |
| -  | Italia (bandiera) |       | Francesco Bertolino  |
| -  | Italia (bandiera) |       | Corti                |
| -  | Italia (bandiera) |       | Pasquale Stanganelli |
| -  | Italia (bandiera) | A     | Július Korostelev    |
| -  | Italia (bandiera) | A     | Lidio Massagrande    |
| -  | Italia (bandiera) |       | Fabbri               |
| -  | Italia (bandiera) |       | Neri                 |
| -  | Italia (bandiera) |       | Crea                 |

## Piazzamenti
- Serie C: 13º posto.